# دفدف
الدِفْدِف أو سماق أمريقة هي شجرة بقولية أو شجيرة كبيرة موطنها منطقة الكاريبي وأمريكا الوسطى والمكسيك وشمال وغرب أمريكا الجنوبية.